# Cäsar von Lengerke
Cäsar von Lengerke (auch: Legerken; * 30. März 1803 in Hamburg; † 3. Februar 1855 in Elbing) war ein deutscher evangelischer Theologe und Dichter.

## Leben
Der Sohn des Buchhalters Caspar Lengerke (* 23. Oktober 1770 in Hamburg; † 16. August 1852 ebenda) und dessen Frau Henriette Middeldorpf (* 26. Dezember 1778 in Hamburg; † 4. Mai 1851 ebenda), hatte für seine erste Bildung die Gelehrtenschule des Johanneums in Hamburg besucht. Im Wintersemester 1824/25 nahm er an der Universität Breslau ein Studium der theologischen Wissenschaften in Angriff, wobei Daniel Georg Konrad von Cölln (1788–1833), David Schulz (1779–1854), Hinrich Middeldorpf und Franz Passow seine prägenden Lehrer wurden. 1825 wechselte er an die Friedrichs-Universität Halle, wo er, angeleitet von Wilhelm Gesenius und Karl Christian Reisig, 1828 zum Doktor der Philosophie promovierte und sich in Breslau den akademischen Grad eines Lizentiaten der Theologie erwarb.
Ein Wechsel an die Albertus-Universität Königsberg bewirkte 1829 seine Habilitation als Privatdozent an der theologischen Fakultät derselben. Zu Neujahr 1832 ernannte man ihn in Königsberg zum außerordentlichen Professor der Theologie, er wurde im Sommer 1835 zum Doktor der Theologie berufen und im selben Jahr ordentlicher Professor an der theologischen Fakultät. In dieser Eigenschaft beteiligte er sich auch an den organisatorischen Aufgaben der Königsberger Hochschule und war im Wintersemester 1838/39 Rektor der Alma Mater. Obwohl er 1835 einen Ruf an die Universität Gießen erhalten hatte, blieb er in Königsberg.
Hier redigierte er 1832 und 1833 die in Königsberg erschienenen Ostseeblätter, gemeinsam mit Friedrich Wilhelm Schubert und Eduard von Simson. Zudem erschienen von ihm verschiedene Aufsätze in den Fachjournalen der Preußischen Provinzialblätter, dem Danziger Dampfboten und anderen literarischen Unterhaltungsblättern. Theologische Zwistigkeiten bewirkten 1843, auf Drängen von Johann Albrecht Friedrich von Eichhorn, einen Amtswechsel auf die Professur der orientalischen Sprachen. Schließlich kam es 1851 zum Bruch mit den Königsberger Theologen, als er ein antimilitaristisches Gedicht veröffentlicht hatte. Er wurde aus seiner Tätigkeit emeritiert und zog 1853 nach Elbing, wo er seinen Lebensabend beschloss.
Aus seiner am 28. November 1835 in Hamburg geschlossenen Ehe mit Bertha Maria Buek (* 24. September 1806; † 15. Februar 1852), der Tochter des Caspar Heinrich Buek und dessen Ehefrau Friedericke Henriette Voigt, stammt der Sohn Constantin Caspar Julius von Lengerke (* 14. Dezember 1838; verschollen 1863 als Forstbeamter in den USA).

## Werke
- Commentatio de Ephraemo Syro, S. S. interprete, Pars I. librum primum, qui est de crKIca raiione copthiens. Halle 1824
- De Epbraemi Syri arte hermeneutica liber. Königsberg 1831
- Commentatio criticn de duplici Psalmi 18 exemplo. Königsberg 1833
- Gedichte. Königsberg 1834. 2. Aufl. 1838
- Das Buch Daniel verdeutscht u. ausgelegt. Königsberg 1834
- De studio litterarum syriacarum theologis quam maxi tue cummendandn commentatio I. et II. Königsberg 1836
- Gregorii Barhebraei aliorumque carmina syriaca e Codice manuscr. Parisiano nunc primum edita P. 1–4. Königsberg 1836–38. (Festprogramm der Universität)
- Lieder (16). Königsberg 1840
- Observationes criticae ad Vetus Testamentum. Königsberg 1841. (Weihnachtsprogramm)
- Gesammtausgabe der Gedichte. Königsberg 1843
- Bilder und Sprüche (Gedichte). Königsberg. 1844
- Eine Vision im Jubeljahr der Albertina. Königsberg 1844
- Kenaan, Volks- und Religionsgeschichte Israels. Teil 1 Kenaan, Volks- und Religionsgeschichte bis zum Tode Josua. Königsberg 1844
- Herder. Ein Gedächtniswort bei Herder’s Säcularfeier in der königl. Deutschen Gesellschaft zu Königsberg am 25. August 1844 gesprochen. Königsberg 1845
- Die fünf Bücher der Psalmen, verdeutscht und ausgelegt. Königsberg 1847. 2. Bde.
- Fliegende Blätter (Gedichte). Königsberg 1847
- Ein Bauernwort (Gedicht). Königsberg 1848
- Weltgeheimnisse. Königsberg 1851
- Lebensbilderbuch (Gedichte). Königsberg 1852